# Aksha

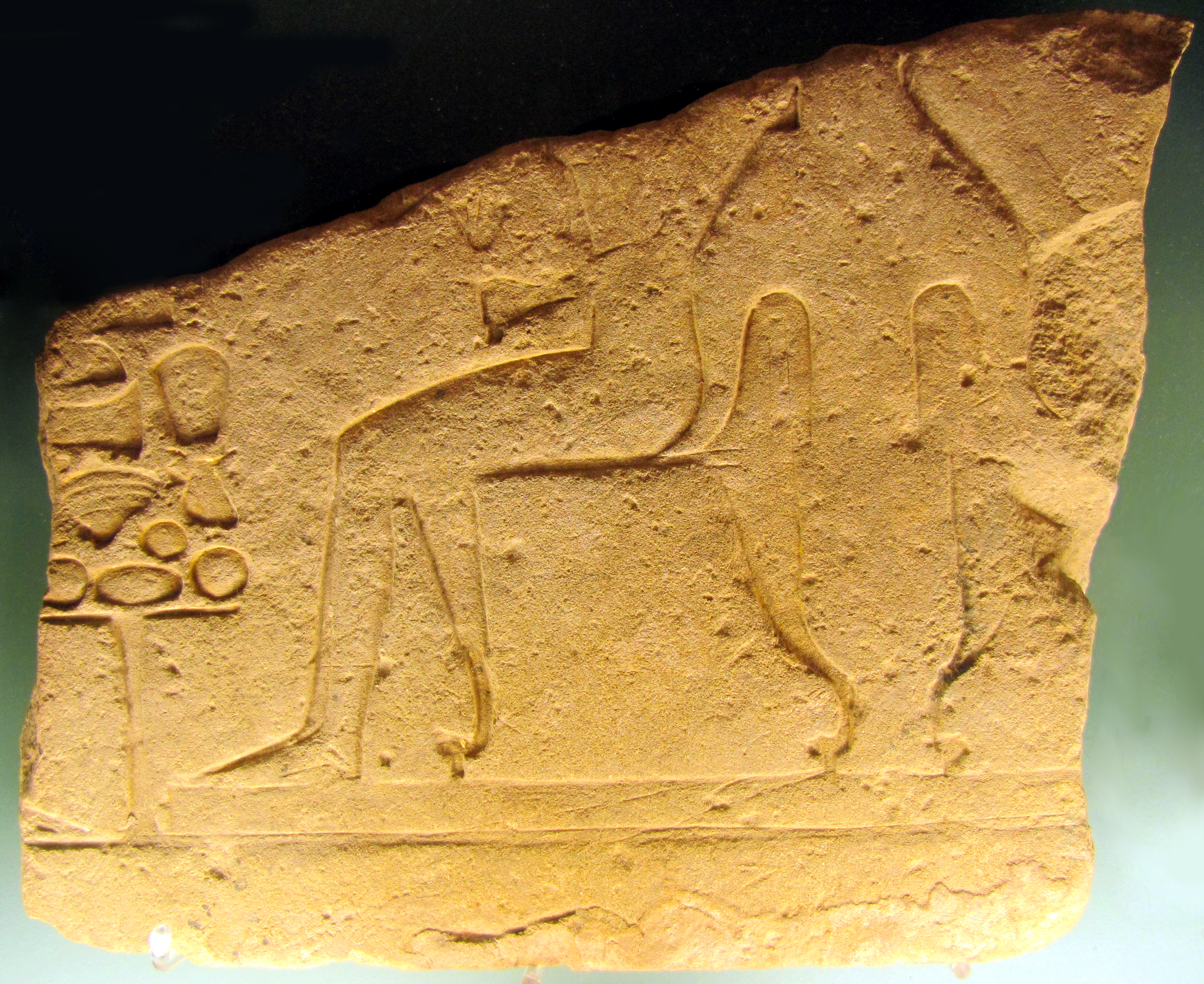
Estela de dintel con ofrendas destinadas al Ka, probablemente de una vivienda situada al oeste del templo. Museo de la Plata.

Aksha era una localidad situada en Nubia (en el actual Sudán) en la orilla izquierda del Nilo, al norte de la segunda catarata, a 20 km de Uadi Halfa, que fue cubierta por el lago Nasser (o lago de Nubia) en 1964.
Comenzó siendo un asentamiento y fortificación fundado por Seti I para el control de caminos, río, poblaciones, comercio y minas de piedras semipreciosas y auríferas de la zona, como las de Uadi Alaki. El faraón empezó a construir un templo que sería finalizado por su hijo Ramsés II. No obstante, se han podido conservar restos de la capilla de Seti I y de la ciudad de su época.
Posteriormente, Ramsés II, dentro de su programa expansivo, monumental y propagandístico, mandó edificar en Nubia ocho templos, siete de ellos, Beit el-Wali, Gran templo de Abu Simbel, Templo menor de Abu Simbel, Derr, Uadi el-Sebua, Gerf Hussein y el propio de Aksha en la Baja Nubia y uno en la Alta Nubia, el de Amara Oeste.
El templo de Ramsés II, estaba dedicado a Amón-Ra y al propio faraón deificado e incluía programas decorativos e ideológicos, mostrando al faraón junto a Amón-Ra, como jefe del ejército y como dios, además de representarlo derrotando a sus enemigos, describiendo matanzas de prisioneros. 
Adosado al templo se encontraba la residencia del gobernador de Nubia. También se excavó la casa de Mahy, sacerdotisa de Isis y la tumba de un funcionario egipcio de la época de Amenhotep II.
También se han encontrado en sucesivas ocupaciones posteriores, una estela de la época de Merenptah, restos de vajilla de cerámica de la época meroítica (siglo I a. C. a siglo IV d. C. ) y una necrópolis de la cultura Ballana. De la época cristiana, cuando el templo se llegó a utilizar como iglesia han quedado restos, entre otros, de capiteles y una gárgola.

## Campañas de rescate
Ante la inminencia de la inundación de la zona por la construcción de la gran presa de Asuán, propiciado por la UNESCO y los gobiernos de Sudán y Egipto, se procedió a una campaña de rescate, preservación e investigación de arqueólogos. La zona de Serra Oeste fue adjudicada a arqueólogos argentinos y franceses, procediéndose a realizar tres campañas de excavaciones entre 1961 y 1963.
Por todo ello, el gobierno de Sudán donó diferentes piezas arqueológicas a Francia y a Argentina. En Argentina, con el material obtenido se pasó a construir en 1977 una recreación del templo de Ramsés II en el Museo de La Plata. Los restos del templo de Ramsés II fueron  trasladados al Museo nacional de Sudán en Jartum en 1961. 